# Малыши (Кобринский район)
Ма́лыши (бел. Малышы) — деревня в Кобринском районе Брестской области Белоруссии. Входит в состав Тевельского сельсовета.
По данным на 1 января 2016 года население составило 40 человек в 20 домохозяйствах.

## География
Деревня расположена в 12 км к северо-западу от города Кобрин, 8 км к юго-востоку от станции Тевли, в 63 км к востоку от Бреста, у автодороги Р102 Кобрин-Каменец.
На 2012 год площадь населённого пункта составила 1,29 км² (129 га).

## История
Населённый пункт известен с XVII века. В разное время население составляло:
- 1999 год: 42 хозяйства, 83 человека;
- 2005 год: 35 хозяйств, 80 человек;
- 2009 год: 58 человек;
- 2016 год[2]: 20 хозяйств, 40 человек;
- 2019 год[1]: 23 человека.